# Danmarksmesterskab (harmoniorkester)
 For alternative betydninger, se Danmarksmesterskab (flertydig). (Se også artikler, som begynder med Danmarksmesterskab)
DM i harmoniorkester er et mesterskab for harmoniorkestre, som arrangeres af Dansk Amatør Orkesterforbund. Mesterskabet afsluttes med præmieoverrækkelse og fest.
Arrangementet har til og med 2010 været afholdt hvert andet år og i sammenhæng med DM i brassband, men fra 2013 afholdes det hvert år og særskilt fra brassbandmesterskabet.
Ved DM deltager orkestre i 3 divisioner: 1., 2. og 3. division. Deltagerorkestrene spiller alle et pligtnummer (forskelligt for divisionerne) samt et selvvalgt stykke. Konkurrencen dømmes af 3 dommere, som giver point for både pligtnummer og selvvalgt nummer. Det orkester, der gennemsnitligt får flest point, vinder sin division. For opstilling i 1. division skal man til det tidligere DM have opnået mindst 90 point, mens opstilling i 2. og 3. division er frit.

## Vindere af DM
Vindere i 1. division efter år.
| Årgang | Orkester                       |
| ------ | ------------------------------ |
| 2025   | Rødovre Concert Band           |
| 2023   | Rødovre Concert Band           |
| 2019   | Rødovre Concert Band           |
| 2017   | Rødovre Concert Band           |
| 2015   | Rødovre Concert Band           |
| 2014   | Lyngby-Taarbæk Harmoniorkester |
| 2013   | Harmoniorkestret APO           |
| 2010   | Harmoniorkestret APO           |
| 2008   | Harmoniorkestret APO           |
| 2006   | Lyngby-Taarbæk Harmoniorkester |
| 2004   | Greve Harmoniorkester          |
| 2002   | Lyngby-Taarbæk Harmoniorkester |
| 2000   | Greve Harmoniorkester          |
| 1998   | Lyngby-Taarbæk Harmoniorkester |
| 1996   | Greve Harmoniorkester          |